# 哒嗪
，又名1,2-二嗪，化学式C4H4N2，是一种杂环化合物。哒嗪用途并不广泛，它主要用于研究和合成更复杂的化合物。哒嗪环结构见于很多药物，例如肼屈嗪。哒嗪环最重要的合成方法是1,4-二酮与肼缩合，再催化脱氢。